# Херцог, Ванесса
Ванесса Херцог (урожд. Биттнер) (нем. Vanessa Herzog; род. 4 июля 1995 года, Австрия) — австрийская конькобежка, чемпионка мира 2019 года на дистанции 500 м, чемпионка Европы в спринтерском многоборье 2019 года, участница Зимних Олимпийских игр 2014, 2018 и 2022 годов. Рекордсменка страны на дистанциях 500, 1000 и 1500 метров.

## Биография
Ванесса Херцог родилась в Инсбруке, где и начала кататься на коньках в возрасте 5 лет, когда её дедушка и двоюродная сестра впервые привели её на лёд. Через несколько месяцев она стартовала на своём первом турнире и выиграла его. Ещё будучи юниоркой, она добилась больших успехов под своей девичьей фамилией Биттнер: в период с 2013 по 2015 год она пять раз завоевывала золото на чемпионатах мира среди юниоров.
В 18 лет Ванесса стала военнослужащей австрийской армии, которая с тех пор её поддерживает. В сезоне 2015/16 годов у неё начался спад и она не видела никаких шансов на прогресс в Австрии, поэтому присоединилась к голландской профессиональной команде, но и там тоже не пошло. С 2015 по 2017 года Ванесса стала 8-кратной чемпионкой Европы по роликобежному спорту, а в 2018 году завоевала золото чемпионата мира в беге на 500 метров в Нидерландах, став первой австрийской спортсменкой, завоевавшей медаль на роликовых коньках на чемпионатах мира.  
В январе 2018 года на этапе Кубка мира в Эрфурте Ванесса завоевала золотую медаль на дистанции 500 метров. Победа стала первой победой Австрии на этапе Кубка мира среди женщин на дистанции 500 метров с тех пор, как Эмеше Хуньяди добилась успеха в 1997 году. В том же месяце она впервые выиграла звание чемпионки Европы на пятисотметровке на чемпионате Европы в Коломне, а также заняла 2-е место в беге на 1000 метров и 3-е в масс-старте.
На чемпионате мира в Инцелле в 2019 году она выиграла впервые золотую медаль на дистанции 500 метров, побив рекорд трассы с результатом 37,11 сек, а следом завоевала серебряную медаль в беге на 1000 метров. В том же году на чемпионате Европы в спринтерское многоборье в Коллальбо Ванесса стала абсолютной чемпионкой Европы.
В сезоне 2018/19 годах она выиграла общий зачёт Кубка мира на дистанции 500 метров второй год подряд. В ноябре также стала чемпионкой Австрии в беге на 500 метров, а в январе 2020 года на чемпионате Европы на одиночных дистанциях в Херенвене заняла 2-е место в беге на 1000 метров. Через месяц на чемпионате мира на одиночных дистанциях в Солт-Лейк-Сити была близка к подиуму, но осталась на 4-м месте в беге на 500 метров.
В июле 2021 года у нее была диагностирована грыжа межпозвоночного диска после того, как она две недели страдала от болей в спине. В 2022 году Херцог участвовала на зимних Олимпийских играх в Пекине и заняла 4-е место на дистанции 500 метров и 8-е на 1000 метров. Следом на чемпионате мира в спринтерском многоборье в Хамаре завоевала бронзовую медаль в общем зачёте. 
В марте 2023 года на чемпионате мира на отдельных дистанциях в Херенвене выиграла серебряную медаль в забеге на 500 м и заняла 6-е место на дистанции 1000 м.

## Личная жизнь
16 сентября 2016 года Ванесса Биттнер вышла замуж за своего тренера Томаса Херцога, который раннее был менеджером известной австрийской прыгуньи с шестом Киры Грюнберг. С 2016 года они живут в городке Отруза, муниципалитета Ферлах, где тренируются 200 дней в году. Она вегетарианка и любительница шоколада, любит путешествовать, читать и спорт.

## Награды
- 2019 год - названа спортсменкой года в Австрии
- 2019, 2020 года - названа спортсменкой года Каринтии в Австрии

## Спортивные результаты
| Год  | ЧЕ                    | ЧЕ спринт            | ЧЕ на отдельных дистанциях  | ЧM спринт               | ЧM на отдельных дистанциях                  | Олимпийские игры                    | Кубок мира                          | Чемпионат мира среди юниоров |
| ---- | --------------------- | -------------------- | --------------------------- | ----------------------- | ------------------------------------------- | ----------------------------------- | ----------------------------------- | ---------------------------- |
| 2011 |                       |                      |                             |                         |                                             |                                     |                                     | 17e (16e, 26e, 23e, 21e)     |
| 2012 |                       |                      |                             |                         |                                             |                                     | 9e · (, 9e, 8e, 18e)                |                              |
| 2013 | NC25 (11e, 26e, -, -) |                      |                             | NC29 (29e, 29e, 30e, -) |                                             | 46e 500 м 39e 1000 м 0 очков 1500 м | 4e · (, 6e, , 6e)                   |                              |
| 2014 |                       |                      |                             |                         |                                             | 27e 500 м 24e 1000 м 34e 1500 м     | 31e 500 м 38e 1000 м 0 очков 1500 м | NC24 · (, 8e, 4e, -)         |
| 2015 |                       |                      |                             | 8e (10e, 10e, 8e, 6e)   | 10e 500 м 9e 1000 м 5e масс-старт           |                                     | 11e 500 м 7e 1000 м 15e масс-старт  | 500 м · 1000 м · масс-старт  |
| 2016 |                       |                      |                             | 9e (13e, 8e, 13e, 5e)   | 10e 500 м 4e 1000 м 9e 1500 м 8e масс-старт |                                     |                                     |                              |
| 2017 |                       | 8e (8e, 11e, 6e, 9e) |                             | 8e (7e, 10e, 12e, 10e)  | 15e 500 м 20e 1000 м 9e масс-старт          | 16e 500 м 16e 1000 м 38e 1500 м     |                                     |                              |
| 2018 |                       |                      | 500 м · 1000 м · масс-старт | NS3 (7e, 14e, -, -)     |                                             | 4e 500 м 5e 1000 м                  | 500 м · 5e 1000 м · 28e 1500 м      |                              |
| 2019 |                       | · (, 5e, , )         |                             | 4e · (, 8e, 5e, 9e)     | 500 м · 1000 м                              |                                     | 500 м · 4e 1000 м                   |                              |
| 2020 |                       |                      |                             | 12e · (, 15e, 8e, 16e)  | 4e 500 м 11e 1000 м                         | 4e 500 м 13e 1000 м                 |                                     |                              |
| 2021 |                       | 6e · (, 7e, 4e, 8e)  |                             |                         | 5e 500 м 11e 1000 м                         | 5e 500 м 23e 1000 м                 |                                     |                              |
| 2022 |                       |                      |                             | · (, 4e, , )            |                                             | 4e 500 м 8e 1000 м                  | 42e 500 м 45e 1000 м                |                              |